# Planet Moon Studios
Planet Moon était un studio de jeu vidéo à San Francisco, en Californie, fondée par des ex-développeurs de Shiny Entertainment, Nick Bruty et Bob Stevenson en 1997. Le nom de l'entreprise a été inventé par Scott Guest.
Planet Moon est responsable du jeu a succès Giants: Citizen Kabuto (Interplay, 2000)

## Jeux développés par Planet Moon Studios
- 2000 : Giants: Citizen Kabuto (Windows/PS2)
- 2003 : Armed and Dangerous (Windows/Xbox)
- 2005 : Infected (PSP)
- 2007 : After Burner: Black Falcon (PSP)
- 2007 : Smarty Pants (Wii)
- 2008 : Battle of the Bands (Wii)
- 2008: Booty Blocks (iPhone/iPod Touch)
- 2008: Brain Quest Grades 3 & 4 (DS)
- 2008: Brain Quest Grades 5 & 6 (DS)
- 2009: Drawn to Life: The Next Chapter (Wii)
- 2010: Tangled: The Video Game (DS/Wii)